# Lista chorążych reprezentacji Jordanii na igrzyskach olimpijskich
Lista chorążych reprezentacji Jordanii na igrzyskach olimpijskich – lista zawodników i zawodniczek reprezentacji Jordanii, którzy podczas ceremonii otwarcia nowożytnych igrzysk olimpijskich nieśli flagę Jordanii.

## Chronologiczna lista chorążych
| Lp. | Rok i miejsce     | Chorąży                       | Dyscyplina    |
| --- | ----------------- | ----------------------------- | ------------- |
| 1   | 1980, Moskwa      | b.d.                          |               |
| 1   | 1984, Los Angeles | Mourad Barakat                |               |
| 2   | 1988, Seul        | b.d.                          |               |
| 3   | 1992, Barcelona   | b.d.                          |               |
| 4   | 1996, Atlanta     | Walid Al-Awazem               |               |
| 5   | 2000, Sydney      | Haya bint Al Hussein          | Jeździectwo   |
| 6   | 2004, Ateny       | Khalil Al-Hanahneh            | Lekkoatletyka |
| 7   | 2008, Pekin       | Zeina Shaban                  | Tenis stołowy |
| 8   | 2012, Londyn      | Nadin Dawani                  | Taekwondo     |
| 9   | 2016, Rio         | Hussein Iashaish              | Boks          |
| 10  | 2020, Tokio       | Julyana Al-Sadeq              | Taekwondo     |
| 10  | 2020, Tokio       | Zeyad Eishaih Hussein Eashash | Boks          |